# 四大精霊
四大精霊（しだいせいれい）は、地・水・風・火の四大元素の中に住まう目に見えない自然の生きもの、あるいは四大元素のそれぞれを司る四種の霊である。四大の精、元素霊（英語: elemental spirits、ドイツ語: Elementargeister）、エレメンタル（英語: elementals）ともいう。エーテルのみで構成された身体を有する擬人的な自然霊で、パラケルススの論じるところでは、霊でも人間でもなく、そのどちらにも似た生きた存在である。パラケルススはこうした存在をドイツ語で ding（もの）と呼んだ。

## 概説
スイス出身の16世紀の医師・錬金術師パラケルススが、古典的四元素説を下敷きにして、著書『ニンフ、シルフ、ピグミー、サラマンダー、その他の精霊についての書』 (Liber de Nymphis, Sylphis, Pygmaeis et Salamandris et de caeteris Spiritibus)、いわゆる『妖精の書』の中で提唱した。同書はパラケルススの死後、1566年に初めて出版され、パラケルススの小著を集めた『大哲学』（1567年、ラテン語訳1569年）に収録された。
その1世紀後にパリで出版されたモンフォーコン・ド・ヴィラールの隠秘学小説『ガバリス伯爵』（1670年）は、作中人物のガバリス伯爵をして「四大の民」との婚姻について語らしめた。
| 元素 | パラケルススによるクリーチャーの呼称            | ヴィラールによるクリーチャーの呼称 |
| ---- | ----------------------------------------------- | ---------------------------------- |
| 水   | 水の民 (Wasserleute)、ニンフまたはウンディーネ  | ウンディーネまたはニンフ           |
| 地   | 地の民 (Bergleute)、ピグミーまたはノーム        | ノーム                             |
| 火   | 火の民 (Feuerleute)、ザラマンダーまたはヴルカン | サラマンダー                       |
| 風   | 風の民 (Windleute)、ジルフまたはシルヴェストル  | シルフ                             |

## サラマンダー
火の精。ラテン語の salamandra （サラマンドラ、サンショウウオ）が語源とされるが、これは一部のサンショウウオが焚き火や野火などに遭遇すると湿った地面に潜り表面の粘液で火傷を防ぐ性質があるため、まるで火の中から這い出たように見えることに由来する。
プリニウスの『博物誌』10巻には、サラマンドラは斑点を持つ小さなトカゲで、雨が降ると現れるが晴れると姿を消し、体が冷たく火に遭うと溶けると記録されているが、これはサンショウウオに関する記述と考えられている。
また、『博物誌』11巻にはピュラリスというキプロスの炉の炎の中でしか生きられない動物が登場しており、精霊のサラマンダーはこちらに近い。上記の通り、炎を操る特徴からファイアー・ドレイクと同一視され、ドラゴンとして扱われることもある。
フレッド・ゲティングズによれば、火中に住むトカゲの姿に描かれ、別名はウルカヌス（ローマの鍛冶の神）、アエトニキ、ロラマンドリなどである。
容姿には諸説あるが、一般的にはプリニウスにならって小型のトカゲのそれである。火蜥蜴、火竜（かりゅう）とも呼ばれ、ファイアー・ドレイクと同一視されることもある。
錬金術において、鉛のような病める金属が金に転換されるまさにその温度に至る時に炉に現れるとされ、錬金術の書物の挿絵には炉の温度のヒントとしてサラマンダーが暗号のように描かれる例が多い。
また、爬虫類や両生類ではなく蚕のように繭を作る虫という考えもあり、中世には石綿の布をサラマンダーの糸で織った布と偽って販売していた事例も確認されている。12世紀・13世紀ヨーロッパ各国で人気を博した、「インド」の謎のキリスト教王国を支配する司祭ヨハネことプレスタージョンの手紙には、彼の国のある地方には「灼熱の炎の中だけで生きられる」サラマンダーがいて、「自分の周りに蚕のように皮を紡いでいき、それらの皮で、私どもは私どもの土地の高貴な女性たちに衣服を編んでもらうのですが、その衣服は、燃えさかる火の中でしか洗うことはできない」と記されている。
サラマンダーの布は洗濯を必要とせず、どれほど汚れても火中に投じるだけで白々と輝くような新品同様の姿に戻るとされる。
また、トカゲに似たサラマンダーは火山地帯に住んでおり、その皮は決して燃えないため高価であるが、危険な火山地帯で火傷をせずサラマンダーを捕らえるにはサラマンダーの皮の手袋と長靴が必要である。
ポープの『髪盗人』では、情熱的な女は死後サラマンダーになるとされており、美しい女性の姿で登場している。

## ウンディーネ
水の精。パラケルススの『妖精の書』によればニンフともいう。
名はラテン語の unda （ウンダ、波）と女性形の形容詞語尾 -ine から来ており、「波の乙女」「波の娘」というほどの意味。
フレッド・ゲティングスによれば、別名はニンフであり、目に見えないアストラル界の住民で、霊視者には虹色に輝く体に見えるという。
基本的に人間と変わらない容姿であるとされ、人間と結婚して子をなしたという伝説も多く残されている。
『妖精の書』によれば、形は人間に似るが魂がなく人間の愛を得てようやく人間と同じく不滅の魂を得るとされる。
しかし、水の近くで男に罵倒されれば水中に帰らねばならず、夫が別の女性に愛を抱くと夫を必ず殺さねばならないなど、その恋には制約が多い。
シュタウフェンベルクの男が水の精と婚約したが、次第に婚約者を疎ましく思うようになり別人と結婚式を挙げたせいで水の精の呪いで死んだという話が『妖精の書』に紹介されている。
この伝説が元になった創作物で騎士フルトブラントとウンディーネの悲恋を描いたフーケの小説『ウンディーネ』が有名で、ウンディーネを題材にした作品にはこの小説をもとに書かれたものが多い。
派生作品のうち主なものだけでも、ジャン・ジロドゥの戯曲『オンディーヌ』、ホフマンの歌劇『ウンディーネ』、チャイコフスキーの歌劇『ウンディーナ』、ボードレールに絶賛されたベルトランの詩集『夜のガスパール』のうちの一篇の散文詩「オンディーヌ」、その詩をイメージしたラヴェルのピアノ曲『夜のガスパール』第1曲「オンディーヌ」、ドビュッシーのピアノ曲『プレリュード』第2集第8曲「オンディーヌ」、ハンス・ヴェルナー・ヘンツェ作曲、フレデリック・アシュトン振り付けのバレエ『オンディーヌ』などがある。
主題として扱われてはいないが、その他の文学作品にもしばしば登場している。
ゲーテの『ファウスト』では、ファウストの呪文に登場。
ポープの『髪盗人』では、心優しい女性が死ぬとウンディーネになるとされ、ヒロインである少女ベリンダの守護精霊として登場している。

## シルフ
風の精。名はラテン語の sylva （シルヴァ、森）とギリシア語の nymphe （ニュンペー、ニンフ）の合成語から来ており、「森の妖精」というほどの意味。
フレッド・ゲティングズによれば、別名をネヌファ、シルウェストレという。
『妖精の書』によれば、形は人間に似るが魂がなく、人間の愛を得てようやく人間と同じく不滅の魂を得る。
ただし、その姿は普通の人間の目には見えない。女性形でシルフィードとも呼ばれる。ただし、シルフィードとは人間とシルフの間にできた子供だとする説もある。
20世紀前半に活動したオカルティスト、ディオン・フォーチュンは、高所恐怖症であるにもかかわらず友人らとともに高山の頂上に登って風の霊を呼び出した時の体験について語っている。
文学における風の精霊としてはエアリエル (Ariel) のほうが有名である。
シェイクスピアの『テンペスト』でプロスペローの使い魔として大活躍するほか、ポープの『髪盗人』ではシルフとエアリエルを同一視してシルフの一体の個体名をエアリエルとし、虚栄心の強い女が死ぬとシルフになると説いた。
ミルトンの『失楽園』ではエアリエルは堕天使とされた。シルフは伝承では明確な性別を持たず中性的な容姿で描かれることが多い。
ヘルマン・フォン・ロヴィンショルド作曲オーギュスト・ブルノンヴィル振り付けのバレエ『ラ・シルフィード』、ショパン作曲ミハイル・フォーキン振り付けのバレエ『レ・シルフィード』のなどの影響で、現在はほっそりした少女のイメージが強い。

## ノーム
地の精。名はギリシア語の genomos （ゲーノモス、地に住まう者）に由来する。
ノームとは正確には男性形であり、女性はノーミードやノーミーデスと呼ぶ。
フレッド・ゲティングスによれば、別名をピグミー（小人族）といって老人の姿をしている。石のノームと樹木のノームの二種がいるとされる。
一般的に侏儒（ドワーフ）は鍛冶が得意であるとされている。ヨーロッパでは北欧から黒海周辺までノームに似た小人の目撃報告がなされており、だいたい身長は15cmぐらいだと言われている。こうした小人は北米大陸でもまれに目撃されたことがある。
カナダでは地方新聞にアイスランド移民が故郷からついてきたノームの近縁である北欧の小人ニスの恋人を募集する記事を載せたことがあり、カナダに多いアイスランド移民やアメリカに多いアイルランド移民など小人伝説にゆかりの深い国からの移民から伝承が伝わったと思われる。
また、アメリカで広く用いられる庭飾りの小人もノームと呼ばれる。
ポープの『髪盗人』では、真面目ぶって淑女ぶりたがる女は死後に醜い女の姿をしたノームへ落ちるとされる。
文学作品（特に児童文学によく扱われる）では数多くある土の精霊の総称ではなく、一種族として扱われることが多い。
ヴィル・ヒュイゲンの『ノーム』では、北欧のニスという妖精の近縁として、赤い円錐形の帽子を被って手仕事に励んで生活する、グノームとも呼ばれる一族が登場する。寿命は400歳を超えると言われ、女性でも250歳を超えると髭が生えてくるという。マンリー・P・ホールの『秘密の博物誌』では土の服を身に着けて働く勤勉な一族とされる。J・K・ローリングのハリー・ポッター・シリーズでは魔法使いの子供たちが親の言いつけで庭のノーム（庭小人）を捕らえては捨てる姿が描かれている。